# Kasomalang Wetan
Kasomalang Wetan is een bestuurslaag in het regentschap Subang van de provincie West-Java, Indonesië. Kasomalang Wetan telt 6661 inwoners (volkstelling 2010).